# 흥남동
흥남동(興南洞)은 대한민국의 전북특별자치도 군산시의 동이다.

## 개요
흥남동은 2008년 2월 4일 중미동과 흥남동이 통합되어 만들어진 행정동이다. 주거지역과 자연녹지가 조화롭게 어우러져 있으며 동서남북으로 연결하는 교통의 요충지이고, 군산 발전의 인재를 배출하는 교육의 중심지이다.

## 연혁
- 1899년 5월 1일 : 미면 둔율리로 개항 전후 인구 유입
- 1940년 10월 1일 : 군산부 남둔율정으로 칭하게 되었으며 점차 정착
- 1954년 7월 1일 : 현재의 법정동인 동·서흥남동으로 분리
- 1963년 6월 21일 : 2개의 법정동을 행정동인 흥남동으로 병합
- 1975년 : 서흥남동 신흥 개발을 통하여 타 지역주민이 다수 유입
- 2006년 2월 : 동흥남 주공(현. 에듀힐)아파트 입주
- 2008년 2월 4일 : 중미동과 흥남동 통합

## 아파트
| 단지명                    | 건설사           | 시행사           | 주소         | 주소     | 입주        | 비고                          |
| ------------------------- | ---------------- | ---------------- | ------------ | -------- | ----------- | ----------------------------- |
| 에듀힐                    | 성원산업개발㈜   | 대한주택공사     | 동흥남길 9   | 동흥남동 | 2006년 2월  | '동흥남 주공'에서 단지명 변경 |
| 현대세솔                  | (유)현대주택건설 | (유)현대주택건설 | 풍문2길 35   | 장재동   | 2002년 3월  |                               |
| 대명동 현대메트로타워     | ㈜미송종합건설   | (유)현대주택건설 | 대명길 3     | 대명동   | 2011년 10월 |                               |
| 대명동 현대메트로타워 2차 | (유)현대주택건설 | (유)현대주택건설 | 구암3.1로 30 | 대명동   | 2016년 4월  |                               |
| 군산 천년가 더스테이      | 새천년종합건설㈜ | 광신종합건설㈜   | 대명길 13    | 대명동   | 2020년 1월  | 민간임대(뉴스테이)            |

## 법정동
- 중앙로3가(中央路三街)
- 대명동(大明洞)
- 장재동(藏財洞)
- 미원동(米原洞)
- 동흥남동(東興南洞)
- 서흥남동(西興南洞)

## 교육
- 군산고등학교
- 군산남초등학교
- 군산풍문초등학교
- 군산서흥중학교
- 전주교육대학교 군산부설초등학교

## 유통
- 군산양키시장 (대명동)
- 군산구역전종합시장 (대명동)